# Ruki wwerch
Ruki wwerch (russisch Руки вверх, übersetzt „Hände hoch!“) ist eine der erfolgreichsten russischen Dancegruppen der 90er bis in die Gegenwart. Die Band produziert vor allem Musik im Dance-Bereich kombiniert mit einfachen Melodien. Einer ihrer größten Hits ist Kroschka Moja.

## Geschichte
Ihr Hit Pesenka aus dem Jahr 1998 wurde zwei Jahre nach der Veröffentlichung von der deutschen Band ATC (produziert vom deutschen Produzenten Alex Christensen) gecovert und gelangte unter dem Titel Around the World auf Platz 1 der deutschen Charts und schaffte auch in den Vereinigten Staaten den Sprung in die Top 30.
Die Gruppe löste sich offiziell im August 2006 auf.
2008 hatte die Gruppe ihr Comeback.
2016 ging Sergei Schukow alleine unter dem Bandnamen auf Tour. Er gab Solo-Konzerte und kleinere Club-Konzerte in Russland und anderen Ländern Europas, unter anderem in Deutschland. Darüber hinaus gab es eine exklusive dreistündige Show in Moskau.

## Politische Haltung
Am 18. März 2022 drückte die Gruppe ihre Unterstützung für den russischen Überfall auf die Ukraine 2022 aus, mit einem Konzert bei der Propagandaverstaltung „Za Mir Bez Natsizma“ („Für eine Welt ohne Nazismus“), zur Feier der völkerrechtswidrigen russischen Annexion der Krim.

## Diskografie

### Alben
- 1997: „Dyschite rawnomerno“ (russ. Дышите равномерно)
- 1998: „Ruki Wwerch, Doktor Schljager!!“ (russ. Руки вверх, Доктор Шлягер!!) — Album-Cover-Version und Remix des Songs von Wjatscheslaw Dobrynin
- 1998: „Sdelai pogromtsche!!“ (russ. Сделай погромче!!)
- 1998: „Sdelai jeschtscho gromtsche“ (russ. Сделай ещё громче)
- 1999: „Bes tormosow“ (russ. Без тормозов)
- 1999: „Sowsem bes tormosow“ (russ. Совсем без тормозов)
- 1999: „Crazy“ – inoffizielles Album (Die Songs sind auf Englisch geschrieben)
- 2000: „Sdrawstwui, eto ja“ (russ. Здравствуй, это я)
- 2001: „Ne boisja, ja s toboi“ (russ. Не бойся, я с тобой)
- 2001: „Malenkije dewotschki“ (russ. Маленькие девочки)
- 2001: „Ogon'“ – inoffizielles Album (russ. Огонь)
- 2001: „18 mne uzhe'“ (russ. 18 мне уже)
- 2002: „Konez popse, tanzujut wse“ (russ. Конец попзе, танцуют все)
- 2003: „Mne s toboiu choroscho“ (russ. Мне с тобою хорошо)
- 2004: „A dewotschkam tak cholodno“ (russ. А девочкам так холодно)
- 2005: „Fuc*in' Rock’n'Roll“
- 2005: „Natasha“
- 2012: „Otkroy mne dver!“ (russ. «Открой мне дверь!»)

### Soloprojekte von Sergej Zhukov
- 2002: „Territorija“ (russ. Территория)
- 2004: „Territorija. Neschnost“ (russ. Территория. Нежность)
- 2007: „W poiskach neschnosti“ (russ. В поисках нежность)

### Singles (Auswahl)
- 1998: Pesenka
- 1998: Крошка Моя
- 1998: Чужие Губы
- 2001: 18 мне уже
- 2001: Ай-Яй-Яй
- 2001: Думала
- 2002: Он Тебя Целует
- 2002: Девушки Востока (Sample: Tarkan - Şımarık)
- 2018: Слэмятся пацаны (mit Little Big)
- 2019: Полечу за тобою (mit Artik & Asti)
- 2020: Москва не верит слезам (mit Artik & Asti)
- 2021: Нокаут (mit Klava Koka)
- 2021: Последний поцелуй (mit HammAli & Navai)